# Crotalaria confertiflora
Crotalaria confertiflora är en ärtväxtart som beskrevs av Roger Marcus Polhill. Crotalaria confertiflora ingår i släktet sunnhampor, och familjen ärtväxter. Inga underarter finns listade i Catalogue of Life.